# Janduís
Janduís är en kommun i Brasilien.   Den ligger i delstaten Rio Grande do Norte, i den östra delen av landet, 1 600 km nordost om huvudstaden Brasília. Antalet invånare är 5 350. Arean är 170 kvadratkilometer.
Terrängen i Janduís är platt.
Omgivningarna runt Janduís är huvudsakligen savann. Runt Janduís är det glesbefolkat, med 12 invånare per kvadratkilometer.